# Simone Paré
Simone Paré est une sociologue et professeure québécoise née le 30 janvier 1916 à Québec et décédée dans la même ville le 9 août 1994.

## Biographie
Elle est diplômée de l'Université Laval en service social (1945) ainsi qu'en sociologie (1946).
Elle a enseigné à l'École de service social de l'Université Laval de 1946 à 1983 ainsi qu'à temps partiel à l'École de service social de l'Université de Montréal de 1948 à 1969.